# Olga Ativi
Olga Ativi; wcześniej Točko (ur. 1 lipca 1982 w Rydze) – łotewska siatkarka, reprezentantka kraju. Grała na pozycji atakującej. Po sezonie 2013/14 zdecydowała się zakończyć karierę siatkarską.

## Kluby
- 1995–2001 Kimis Daugvapils
- 2001–2004 RC Villebon 91
- 2004–2007 RC Cannes
- 2007–2008 Volero Zurych
- 2008–2009 Panathinaikos Ateny
- 2009–2010 Türk Telekom Ankara
- 2010–2011 Rabita Baku
- 2011–2012 Siewierstal Czerepowiec
- 2013–2014 Dinamo Bukareszt

## Sukcesy
- 2005, 2006, 2007 -  Mistrzostwo Francji
- 2005, 2006, 2007 -  Puchar Francji
- 2006 -  Srebrny medal Ligi Mistrzyń
- 2008 -  Mistrzostwo Szwajcarii
- 2008 -  Puchar Szwajcarii
- 2009 -  Mistrzostwo Grecji
- 2011 -  Srebrny medal Ligi Mistrzyń
- 2011 -  Mistrzostwo Azerbejdżanu
- 2014 -  Wicemistrzostwo Rumunii